# Magnolia pealiana
Espèce
Statut de conservation UICN

 EN B1ab(iii) : En danger
Magnolia pealiana est une espèce de plantes à fleurs de la famille des Magnoliacées. C'est un arbre endémique de l'Inde.

## Description
C'est un arbre.

## Répartition et habitat
Cette espèce est endémique de l'Inde où elle est présente uniquement dans l'état d'Assam.